# Филаж
Филаж је часопис о филму. Излази у Нишу од 2009. године.

## О часопису
Група фимских критичара, окупљених око Нишке критичарске сцене, у доба гашења биоскопа и експанзије српског филма, одлучила је да покрене нови филмски часопис, са намером да се бави актуелним филмовима и појавама, али и историографским и теоријским аспектима филма.
Први број је изашао у децембру 2009. године, на основу одлуке о финансирању Савета за културно стваралаштво града Ниша. Покретач часописа био је Дејан Дабић, главни и одговорни уредник Срђан Савић, а заменик главног и одговорног уредника Дејан Огњановић. Сви чланови редакције су Нишлије – осим поменуте тројице филмских критичара, члан редакције је и Милорад Јанчић, власник фирме МБ плус, која је била издавач првог броја, да би од другог броја наступила у својству суиздавача. Дизајн часописа урадила је нишка агенција Контра студио.
Идеја часописа је да настави традицију коју је у СФРЈ имао Синеаст (легендарни сарајевски часопис, на који Филаж својим изгледом и концепцијом донекле подсећа), али и да постане један од водећих часописа у региону. Тако су сарадници часописа не само из Србије, већ и из Хрватске, Босне и Херцеговине и Црне Горе, као и из и осталих земаља региона. Љубитељима филма се нуди квалитетан часопис, са текстовима који се неће читати само у актуелном тренутку, већ ће им се читаоци враћати и после извесног времена.
У уводнику првог броја нишког Филажа, редакција каже:
„И сам назив указује на жељу за брзим (али не и брзоплетим) праћењем модерних тенденција у филмском изразу, уз поштовање традиције без које ни у једној области нема континуитета и напокон, нема напретка : филаж је брзи потез камером, или како је то формулисао наш високоуважени колега из Загреба, професор Хрвоје Турковић, „тако брза панорама да се призор не може препознати“ (бришућа панорама).
Од 2010. године часопис је на буџету Града, у оквиру издавачке делатности Нишког културног центра.
Данас је Филаж једини филмски часопис о седмој уметности у штампаном облику, који се у Србији објављује у континуитету.

## Уредници
Главни и одговорни уредник: Срђан Савић
Редакција: Срђан Савић, Дејан Огњановић, Дејан Дабић и Милорад Јанчић

## Рубрике
И рубрике у часопису такође имају филмске називе: 
- Зумирање – есеји о филмским појавама, феноменима, ауторима и филмовима;
- Фар – домаћи и светски филмски фестивали;
- Крупни план – интервјуи;
- Темат – различите кинематографије и филмски жанрови;
- Ракурси – критике филмских остварења;
- Кинопис – приказ филмске публикације.